# Kiều dân Philippines
Kiều dân Philippines hay Người Philippines sống ở nước ngoài là những người có gốc Philippines sống ở ngoài lãnh thổ Philippines. Khái niệm này dùng cho cả những công dân của một quốc gia khác có gốc Philippines cũng như công dân Philippines tạm thời sống ở nước ngoài.
Hầu hết người Philippines di cư ra nước ngoài là để tìm việc làm và hỗ trợ gia đình họ ở Philippines. Chính vì lý do di cư này mà tại nhiều nước có những cộng đồng đáng kể người Philippines.
Thông thường, những người này được gọi là người lao động Philippines ở nước ngoài (Overseas Filipino Workers - OFWs). "Người Philippines toàn cầu" ("Global Filipino") là một thuật ngữ mới xuất hiện nhưng ít được sử dụng rộng rãi.
Cựu tổng thống Philippines Gloria Macapagal-Arroyo đã sử dụng thuật ngữ "nhà đầu tư Philippines hải ngoại" ("Overseas Filipino Investor" - OFI) để chỉ các kiều dân Philippines đóng góp cho kinh tế Philippines thông qua kiều hối, mua bất động sản và thành lập doanh nghiệp trên quê hương.

## Dân số
Có khoảng 9,5 đến 12,5 triệu người Philippines sống ở nước ngoài, chiếm khoảng 11% tổng dân số Philippines vào năm 2010.
Hằng năm có hơn 1 triệu người Philippines thử vận may bằng cách ra nước ngoài làm việc thông qua các công ty xuất khẩu lao động hoặc các con đường khác, bao gồm cả các hoạt động được chính phủ hỗ trợ. Một phần đáng kể trong số họ là phụ nữ, thường xin làm các công việc như người giúp việc (tại gia) và người phục vụ cá nhân (phục vụ người ốm, chăm sóc trẻ em,...). Những người khác thì nhập cư và trở thành công dân vĩnh viễn của quốc gia khác. Người Philippines ở nước ngoài thường làm các công việc như bác sĩ, chuyên gia vật lý trị liệu, y tá, kế toán, chuyên gia máy tính, kỹ sư, kiến trúc sư, nghệ sĩ, kĩ thuật viên, giáo viên, quân nhân, thuyền viên, nhất là ở Trung Đông.
Việc di cư như vậy gây ra một vấn đề tiêu cực: ngày càng nhiều người lao động lành nghề đảm nhận các công việc không cần kỹ năng, gây ra tình trạng chảy máu chất xám, đặc biệt là trong lĩnh vực y tế và giáo dục. Hơn nữa, việc di cư như thế cũng có thể dẫn đến việc người lao động không được sử dụng hết khả năng, ví dụ, một bác sĩ khi ra nước ngoài lại được đào tạo lại để trở thành y tá.

## Tác động kinh tế
Kiều hối do người Philippines làm việc ở nước ngoài gửi về đã đóng góp tích cực vào nền kinh tế quốc gia; năm 2005 lượng kiều hối gửi về là hơn 10 tỉ USD. Philippines là nước nhận nhiều kiều hối thứ 4 trên thế giới, sau Ấn Độ, Trung Quốc và México. Lượng kiều hối này tương đương với 13,5% GDP của Philippines, lớn nhất trong 4 quốc gia trên. xét về tỉ lệ đóng góp trong nền kinh tế nội địa.

## Các nước có đông người Philippines
- Úc, vào năm 2000 Úc cho biết có hơn 127.00 người Philippines hoặc người Úc gốc Philippines.[AUS]
- Anh. Nhiều y tá và nhân viên chăm sóc (caregiver) đã nhập cư đến Anh vào những năm gần đây. Quốc đảo này đã đón chào 20.000 người Philippines là y tá hoặc các ngành nghề khác chỉ tính trong 5 năm trở lại đây. Anh là nhà của khoảng 200.000 người gốc Philippines. Nhiều thủy thủ gốc Philippines đã định cư tại những hải cảng của Anh trong khoảng thời gian cuối thế kỷ 19, đầu thế kỷ 20. Thậm chí Liverpool còn có một khu vực được gọi là Little Manila[8].
- Mỹ. Mặc cho các vấn đề liên quan đến sắc tộc ở vùng tây bắc nước Mỹ vào cuối thế kỷ 19 và đầu thế kỷ 20, phần lớn người Mỹ gốc Philippines ngày nay cảm thấy dễ dàng hòa nhập vào xã hội Mỹ, đã số họ thuộc tầng lớp trung lưu. Người Philippines cũng là cộng đồng người gốc Á lớn thứ 2 ở Mỹ. Tiếng Tagalog (ngôn ngữ chính của Philippines) là ngôn ngữ được nói nhiều thứ 5 trong cộng đồng phụ nữ Philippines ở Mỹ, đóng góp phần lớn trong số đó là cỡ chừng 4.000-6.000 phụ nữ tới Mỹ hằng năm bằng cách lấy chồng thông qua con đường hôn nhân đặt hàng (method of mail-order bride),[9], yêu qua mạng (internet courtship), hoặc đàn ông Mỹ du lịch đến Philippines và trực tiếp tìm vợ. Bộ ngoại giao Hoa Kỳ ước lượng có 4 triệu người Philippines ở Mỹ vào năm 2007[10].
- Brazil.
- Canada.
- Hi Lạp.
- Hồng Kông.
- Ấn Độ.
- Ý.
- Iraq.
- Ireland.
- Nhật Bản.
- Liban.
- Malaysia.
- México.
- Trung Đông.
- New Zealand.
- Nigeria.
- Na Uy.
- Pakistan.
- Singapore.
- Hàn Quốc.
- Tây Ban Nha.
- Đài Loan.

### Số liệu chung do chính phủ Philippines cung cấp
- POEA2004 a b c d e f g h i  "Stock Estimate of Overseas Filipinos". Philippine Overseas Employment Administration (POEA). 2004. Bản gốc (MS Excel) lưu trữ ngày 3 tháng 3 năm 2007. Truy cập ngày 1 tháng 8 năm 2007. (overseas Filipinos working and/or living overseas):
  - 3,187,586 stay permanently, 3,599,257 stay for work contracts, and 1,296,972 stay irregularly (without proper documents), which make a sum of 8,083,815.
- Press release on the 2004 Survey on Overseas Filipinos Lưu trữ ngày 4 tháng 2 năm 2012 tại Wayback Machine, Philippine National Statistics Office, on OFWs:
  - 1.06 million Overseas Filipinos Workers
  - 33.4% are unskilled workers, 15.4% are Trades and related workers, 15.1% are plant and machine operators and assemblers.
  - 49.3% are males, 50.7% are females.
  - Remittances are 64.7 billion Philippine pesos (equaled 1.2 billion USD then)
- Deployed Landbased Overseas Filipino Workers by Destination (New hires and Rehires) Lưu trữ ngày 23 tháng 4 năm 2006 tại Wayback Machine (MS Excel format), Philippine Overseas Employment Administration (POEA), 2005, on OFWs:
  - 733,970 are landbased, 247,707 are seabased, which make a sum of 981,677. There is a 5.15% growth since 2004's 933,588.
  - Remittances are 9,727,138,000 USD. There is a 26.6% growth since 2004.
- List of Additional Reports from the Philippine Overseas Employment Administration Statistics Page Lưu trữ ngày 4 tháng 9 năm 2006 tại Wayback Machine

### Từ các nguồn khác
- a b AUS - "Year Book Australia, 2007 Contents >> Population >> Country of birth". Australia Bureau of Statistics. 2007. Truy cập ngày 8 tháng 8 năm 2007. {{Chú thích web}}: Kiểm tra giá trị ngày tháng trong: |date= (trợ giúp).
- a GWM - "Country Profile: Guam - People". CIA Factbook. Bản gốc lưu trữ ngày 3 tháng 12 năm 2013. Truy cập ngày 12 tháng 5 năm 2007..
- a b HKG - "Hong Kong Yearbook 2005 - population". Central Statistics Office. 2005. Truy cập ngày 12 tháng 4 năm 2007.
- a LBN - Maila Ager (ngày 3 tháng 8 năm 2006). "'Standby fund' for OFWS in Lebanon gets House committee nod". Philippine Daily Inquirer. Bản gốc lưu trữ ngày 11 tháng 10 năm 2007. Truy cập ngày 9 tháng 5 năm 2007..
- a NZL - "QuickStats About Culture and Identity". Statistics New Zealand Tatauranga Aotearoa. ngày 3 tháng 8 năm 2006. Bản gốc lưu trữ ngày 11 tháng 5 năm 2008. Truy cập ngày 12 tháng 5 năm 2007. {{Chú thích báo}}: Đã định rõ hơn một tham số trong |archivedate= và |archive-date= (trợ giúp); Đã định rõ hơn một tham số trong |archiveurl= và |archive-url= (trợ giúp).
- a SAU - "Table 29. Stock Estimate of Overseas Filipinos As of December 2006" (PDF). Philippine Overseas Employment Administration (POEA). 2006. Bản gốc (PDF) lưu trữ ngày 8 tháng 2 năm 2012. Truy cập ngày 1 tháng 9 năm 2007. {{Chú thích web}}: Kiểm tra giá trị ngày tháng trong: |year= (trợ giúp)Quản lý CS1: năm (liên kết).
- a b TWN - Alien Workers in Taiwan-Fukien Area by Industry and Nationality Lưu trữ ngày 24 tháng 12 năm 2008 tại Wayback Machine (JPG và PDF format), 2006 February, CLA, Đài Loan.
- a MAL - "Table 29. Stock Estimate of Overseas Filipinos As of December 2006" (PDF). Philippine Overseas Employment Administration (POEA). 2006. Bản gốc (PDF) lưu trữ ngày 8 tháng 2 năm 2012. Truy cập ngày 1 tháng 9 năm 2007. {{Chú thích web}}: Kiểm tra giá trị ngày tháng trong: |year= (trợ giúp)Quản lý CS1: năm (liên kết).
- USA
  - a1 "Selected Population Profile in the United States - Population Group: Filipino alone or in any combination". U.S. census bureau. 2005. Bản gốc lưu trữ ngày 12 tháng 2 năm 2020. Truy cập ngày 9 tháng 5 năm 2007. Population Group: Filipino alone or in any combination - Total population: 288,378,137 {{Chú thích web}}: Kiểm tra giá trị ngày tháng trong: |year= (trợ giúp)Quản lý CS1: năm (liên kết).
  - b1 b2 "Background Note: Philippines". United States Census Bureau. U.S. Department of State, Bureau of East Asian and Pacific Affairs. 2007. Truy cập ngày 4 tháng 11 năm 2006. There are an estimated four million Americans of Filipino ancestry in the United States, and more than 250,000 American citizens in the Philippines.{{Chú thích web}}:  Quản lý CS1: khác (liên kết)
- a ARE – Jose N. Franco Jr (ngày 28 tháng 4 năm 2007). "Jan–Feb 2007 remittances by Filipinos in Dubai grow 96pc". Khaleej Tomes. Bản gốc lưu trữ ngày 6 tháng 5 năm 2013. Truy cập ngày 9 tháng 5 năm 2007.
- a AUS – "Year Book Australia, 2007 Contents >> Population >> Country of birth". Australia Bureau of Statistics. 2007. Truy cập ngày 8 tháng 8 năm 2007.
- a CAN – "Population by Ethnic Origin". Asia Pacific Foundation of Canada. Bản gốc lưu trữ ngày 9 tháng 4 năm 2007. Truy cập ngày 8 tháng 5 năm 2007.
- a GWM – "Country Profile: Guam – People". CIA Factbook. Bản gốc lưu trữ ngày 3 tháng 12 năm 2013. Truy cập ngày 12 tháng 5 năm 2007.
- a HKG – "Hong Kong Yearbook 2005 – population". Central Statistics Office. 2005. Truy cập ngày 12 tháng 4 năm 2007.
- a IRL – "Principal Statistics of Ireland by nationality". Central Statistics Office Ireland. Truy cập ngày 12 tháng 4 năm 2007.{{Chú thích web}}:  Quản lý CS1: khác (liên kết)
- a ITA – Lawrence Casiraya. "Microsoft training centers cater to 200,000 OFWs in Italy". Inquirer.net. Truy cập ngày 14 tháng 8 năm 2007.[liên kết hỏng]
- a JPN – "Undocumented Filipinos cross the great divide in Japan". Philippines Today. Bản gốc lưu trữ ngày 5 tháng 5 năm 2012. Truy cập ngày 9 tháng 5 năm 2007.
- a LBN – Maila Ager (ngày 3 tháng 8 năm 2006). "'Standby fund' for OFWS in Lebanon gets House committee nod". Philippine Daily Inquirer. Bản gốc lưu trữ ngày 11 tháng 10 năm 2007. Truy cập ngày 9 tháng 5 năm 2007.
- a NZL – "QuickStats About Culture and Identity". Statistics New Zealand Tatauranga Aotearoa. ngày 3 tháng 8 năm 2006. Bản gốc lưu trữ ngày 11 tháng 5 năm 2008. Truy cập ngày 12 tháng 5 năm 2007. {{Chú thích báo}}: Đã định rõ hơn một tham số trong |archivedate= và |archive-date= (trợ giúp); Đã định rõ hơn một tham số trong |archiveurl= và |archive-url= (trợ giúp)
- a ROK – "Secretary Albert Assures Filipinos in Korea of Continued Government Protection for Their Interests". Philippine Department of Foreign Affairs. ngày 3 tháng 8 năm 2006. Bản gốc lưu trữ ngày 5 tháng 8 năm 2007. Truy cập ngày 12 tháng 5 năm 2007. {{Chú thích báo}}: Đã định rõ hơn một tham số trong |archivedate= và |archive-date= (trợ giúp); Đã định rõ hơn một tham số trong |archiveurl= và |archive-url= (trợ giúp)
- a SAU – "International Religious Freedom Report 2005 – Saudi Arabia". Bureau of Democracy, Human Rights, and Labor, U.S. Department of State. 2005. Truy cập ngày 9 tháng 5 năm 2007.
- a TWN – Alien Workers in Taiwan-Fukien Area by Industry and Nationality Lưu trữ ngày 24 tháng 12 năm 2008 tại Wayback Machine (JPG và PDF format), 2006 February, CLA, Đài Loan.
- USA
  - a1 "Selected Population Profile in the United States – Population Group: Filipino alone or in any combination". U.S. Census Bureau. 2005. Bản gốc lưu trữ ngày 12 tháng 2 năm 2020. Truy cập ngày 9 tháng 5 năm 2007. Population Group: Filipino alone or in any combination: 2,807,731
  - b1 "Background Note: Philippines". United States Census Bureau. U.S. Department of State, Bureau of East Asian and Pacific Affairs. tháng 5 năm 2007. Truy cập ngày 2 tháng 9 năm 2007. There are an estimated four million Americans of Filipino ancestry in the United States, and more than 250,000 American citizens in the Philippines.{{Chú thích web}}:  Quản lý CS1: khác (liên kết)